# Nervo gluteo inferiore
Il nervo gluteo inferiore è un nervo muscolare che origina dal plesso sacrale. È formato da fibre provenienti da L5, S1 ed S2.
Dopo la sua origine, il nervo esce dalla cavità pelvica passando attraverso il grande forame ischiatico, al di sotto del muscolo piriforme. Innerva il muscolo grande gluteo.